# Солана (Флорида)
Солана (англ. Solana) — переписна місцевість (CDP) в США, в окрузі Шарлотт штату Флорида. Населення — 671 особа (2020).

## Географія
Солана розташована за координатами 26°56′16″ пн. ш. 82°1′50″ зх. д. / 26.93778° пн. ш. 82.03056° зх. д. (26.937718, -82.030606).  За даними Бюро перепису населення США в 2010 році переписна місцевість мала площу 4,28 км², з яких 3,98 км² — суходіл та 0,31 км² — водойми.

## Демографія
Згідно з переписом 2010 року, у переписній місцевості мешкали 742 особи в 348 домогосподарствах у складі 179 родин. Густота населення становила 173 особи/км².  Було 442 помешкання (103/км²).
Расовий склад населення:
| - 88,1 % — білих - 7,3 % — чорних або афроамериканців - 0,8 % — азіатів - 0,3 % — вихідців з тихоокеанських островів - 0,3 % — корінних американців |

До двох чи більше рас належало 2,3 %. Частка іспаномовних становила 3,4 % від усіх жителів.
За віковим діапазоном населення розподілялося таким чином: 14,4 % — особи молодші 18 років, 60,5 % — особи у віці 18—64 років, 25,1 % — особи у віці 65 років та старші. Медіана віку мешканця становила 51,8 року. На 100 осіб жіночої статі у переписній місцевості припадало 106,1 чоловіків;  на 100 жінок у віці від 18 років та старших — 108,2 чоловіків також старших 18 років.
Цивільне працевлаштоване населення становило 81 особа. Основні галузі зайнятості: роздрібна торгівля — 48,1 %, фінанси, страхування та нерухомість — 29,6 %.